# Уилсон, Бриджитт
Бриджитт Уилсон (англ. Bridgette Wilson; род. 25 сентября 1973, Голд-Бич, Орегон) — американская актриса и певица.

## Ранние годы
Бриджитт Линн Уилсон родилась в городе Голд-Бич, штат Орегон, США, в семье Кэти и Дэйла Уилсон. Её сестра — Трейси Уилсон — также является актрисой, впервые появившейся в кино, будучи ребёнком.
С самых ранних лет Бриджитт интересовалась искусством и шоу-бизнесом. В 1990 году она приняла участие в конкурсе красоты Юная Мисс США и выиграла корону. В 1991 году Бриджитт окончила среднюю школу Голд Бич.

## Карьера
Уилсон дебютировала на телевидении в 1992 году в сериале «Спасённые звонком». В 1990-х годах она снималась в фильмах «Последний киногерой», «Билли Мэдисон», «Смертельная битва», «Я знаю, что вы сделали прошлым летом», «Дом ночных призраков» и других.
Бриджитт также время от времени выступает в качестве певицы. В 1993 году участвовала в записи песни «Medley» со звёздами сериала "Санта-Барбара", в котором снималась - с Ниной Арвесен, Майклом Брейнардом, Эриком Клоузом и Сидни Пенни, при участии Скотта Байо. Она записала два сольных альбома «I Only Wanna Be with You» (1994) и «Gimme A Kiss» (1996), вышедших на лейбле «King Records». В 2002 году вместе с Тони Шейн Штайнером записала песню «What We’re Gonna Do About It».
В 2006 году Бриджитт Уилсон появилась в проекте «The Rocky Horror Show», а также приняла участие в конкурсе «Мисс Вселенная» в качестве судьи.
Среди фильмов, в которых приняла участие Бриджитт Уилсон в 2000-х годах, особенно популярными стали такие картины, как «Красавица» (2000), «Улица» (2000), «Свадебный переполох» (2001), «Пришельцы в Америке» (2001), «Кот в мешке» (2002), «Экстремалы» (2002), «Продавщица» (2005), «Призрачный удар» (2009).
С 2009 года Бриджитт не снимается в кино, полностью посвятив себя семье и воспитанию детей.
В 2019-м озвучила Соню Блейд в игре «Mortal Kombat 11».

## Личная жизнь
В мае 1999 года Бриджитт обручилась с известным американским теннисистом Питом Сампрасом. 30 сентября 2000 года они поженились. В настоящее время супруги воспитывают двоих сыновей — Кристина Чарльза (родился в ноябре 2002 года) и Райана Николаса (родился в июле 2005 года).

## Фильмография
| Год       |    | Русское название                     | Оригинальное название           | Роль                           |
| --------- | -- | ------------------------------------ | ------------------------------- | ------------------------------ |
| 1992      | с  | Спасённые звонком                    | Saved by the Bell               | Джинджер                       |
| 1992—1993 | с  | Санта-Барбара                        | Santa Barbara                   | Лиза Фенимор Кастильо          |
| 1993      | ф  | Последний киногерой                  | Last Action Hero                | Уитни Слэйтер / Мередит Кипгиз |
| 1993      | с  | Она написала убийство                | Murder, She Wrote               | Эмили Гриффит                  |
| 1995      | ф  | Высшее образование                   | Higher Learning                 | Николь                         |
| 1995      | ф  | Билли Мэдисон                        | Billy Madison                   | Вероника Вон                   |
| 1995      | ф  | Смертельная битва                    | Mortal Kombat                   | Соня Блейд                     |
| 1995      | ф  | Никсон                               | Nixon                           | Сэнди                          |
| 1996      | ф  | Финальная вендетта                   | Final Vendetta                  | Дженнифер Рэй Кларк            |
| 1996      | ф  | Срывая звёзды                        | Unhook the Stars                | Дженни Хоукс                   |
| 1997      | ф  | Марина                               | Marina                          | женщина                        |
| 1997      | ф  | Невада                               | Nevada                          | Джун                           |
| 1997      | ф  | Сводные сёстры                       | The Stepsister                  | Мелинда Харрисон               |
| 1997      | ф  | Настоящая блондинка                  | The Real Blonde                 | Сахара                         |
| 1997      | ф  | Я знаю, что вы сделали прошлым летом | I Know What You Did Last Summer | Эльза Шиверс                   |
| 1998      | ф  | Хост                                 | Host                            | Джульет Спринг                 |
| 1998      | ф  | Звёздная болезнь                     | Starstruck                      | Сандра                         |
| 1999      | ф  | Короли рока                          | The Suburbans                   | Лара                           |
| 1999      | ф  | К чёрту любовь                       | Love Stinks                     | Челси Тернер                   |
| 1999      | ф  | Дом ночных призраков                 | House on Haunted Hill           | Мелисса Маргарет Марр          |
| 2000      | ф  | Красивая                             | Beautiful                       | Лорна Ларкин                   |
| 2000—2001 | с  | Улица                                | The $treet                      | Бриджит Деши                   |
| 2001      | ф  | Свадебный переполох                  | The Wedding Planner             | Фрэн Донолли                   |
| 2001      | ф  | Пришельцы в Америке                  | Just Visiting                   | Амбер                          |
| 2002      | ф  | Кот в мешке                          | Buying the Cow                  | Сара                           |
| 2002      | ф  | Экстремалы                           | Extreme Ops                     | Хлои                           |
| 2003      | с  | C.S.I.: Место преступления Майами    | CSI: Miami                      | Габриэла Бетанкур              |
| 2005      | с  | Джейк вчера, сегодня, завтра         | Jake in Progress                | Хлои                           |
| 2005      | ф  | Продавщица                           | Shopgirl                        | Лиза Крамер                    |
| 2007      | тф | Мистер и миссис Смит                 | Mr. and Mrs. Smith              | Энн                            |
| 2007      | с  | Автолюбители                         | Carpoolers                      | Доррит                         |
| 2008      | ф  | Призрачный удар                      | Phantom Punch                   | Фара                           |
| 2019      | ки | Mortal Kombat 11                     | Mortal Kombat 11                | Соня Блейд                     |

## Дискография

### Студийные альбомы
- 1994 — I Only Wanna Be with You
- 1996 — Gimme a Kiss

### Синглы
- 1993 — Medley (с Ниной Арвесен, Скоттом Байо, Майклом Брейнардом, Эриком Клоузом, Сидни Пенни, а также Скоттом Байо)
- 2002 — What We’re Gonna Do About It (с Томми Шейном Штайнером)